# Der Schlauberger
Der Schlauberger (Originaltitel: West Point) ist ein US-amerikanischer Stummfilm aus dem Jahr 1927 mit William Haines und Joan Crawford. Die Außenaufnahmen des Films wurden in der United States Military Academy in West Point gedreht.

## Handlung
Brice Wayne hat die Aufnahmeprüfung für die Militärakademie in West Point geschafft. Doch seine hochmütige und besserwisserische Art entfremden ihn von seinen Kameraden. Nur Betty Channing, die Tochter eines Hoteliers, sieht hinter der Fassade einen guten Menschen. Doch als Brice durch sein egoistisches Verhalten die Niederlage des Footballteams von West Point verursacht, wendet auch Betty sich von Brice ab.
Endlich erkennt Brice den Wert von Teamgeist und Disziplin. Er gewinnt allmählich das Vertrauen seiner Kameraden und Vorgesetzten und kann im alles entscheidenden Spiel um die Meisterschaft das Team zum Sieg führen. Betty vergibt ihm und beide fallen sich in die Arme.

## Hintergrund
Joan Crawford stand seit 1925 bei MGM unter Vertrag und stieg rasch zu einer beliebten Darstellerin auf. Einen festen Rollentypus hatte sie allerdings noch nicht für sich gefunden und so spielte sie abwechselnd Haupt- und Nebenrollen in den unterschiedlichsten Genres. Seit Mitte 1927 war sie bereits fest etabliert als Leading Lady neben den größten männlichen Stars des Studios, so mit John Gilbert in Twelve Miles Out, Lon Chaney in The Unknown – Der Unbekannte und William Haines in Spring Fever. Das Studio versuchte nach der positiven Resonanz auf Spring Fever, Haines und Crawford als Leinwandpaar zu lancieren. Insgesamt bevorzugte das Publikum Haines jedoch in Solorollen und Joan Crawford schaffte durch Our Dancing Daughters selber den Aufstieg zum Star.
William Haines hatte seit dem gemeinsamen Auftritt mit Crawford in Charleston-Girls 1925 einen rasanten Aufstieg zu einem der beliebtesten männlichen Stars in Hollywood erlebt. Meist war er in Geschichten eingesetzt, in denen er sein anfänglich arrogantes Gehabe aufgeben muss, um erwachsen zu werden und die Liebe seiner Partnerin und den Respekt der Umwelt zu gewinnen. West Point wurde im Sommer 1927 auf dem Gelände der United States Military Academy gedreht, jedoch erst im Januar 1928 in den allgemeinen Verleih gebracht. Während der Dreharbeiten sollen sowohl Crawford als auch Haines, der aus seinen gleichgeschlechtlichen Neigungen niemals einen Hehl machte, zahlreiche Affären mit den Kadetten gehabt haben.
Joan Crawford schätzte ihre untergeordnete Rolle realistisch ein:

„…das war Bill Haines Film, ein Nichts für mich.“

## Kinoauswertung
Mit Ausgaben von 205.000 US-Dollar war es eine für MGM-Standards unterdurchschnittlich teure Produktion. Der Film spielte in den USA mit einer Summe von 502.000 Dollar eine respektable Summe ein, ein Indiz für die wachsende Zugkraft von William Haines an der Kinokasse. Mit den Auslandseinnahmen von 190.000 Dollar und einem kumulierten Gesamtergebnis von 692.000 Dollar wurde aus Der Schlauberger nach dem Vorjahreserfolg Tell It to the Marines der bislang erfolgreichste Film des Schauspielers. Am Ende konnte das Studio einen Gewinn in Höhe von 238.000 Dollar realisieren.

## Kritiken
Die meisten Kritiker mäkelten an dem Film herum und fanden ihn banal.
Mordaunt Hall führte in der New York Times aus:

„Eine Geschichte über einen aufrechten jungen Mann in der United States Military Academy sollte glaubwürdig und zurückhaltend sein und diese beiden Qualitäten müssen in keiner Weise dem Unterhaltungswert entgegenstehen. Das vorliegende Angebot ist langweilig und oft beschämend. Joan Crawford ist recht charmant als Betty Channing, die sich aus einigen unerklärlichen Gründen zu Wayne hingezogen fühlt.“